# Sebastian Tudor
Sebastian Tudor je rumunski menadžer u kulturi i teatrolog. Bio je dugogodišnji upravnik pozorišta „Alexandru Davila” u Piteštiju.
Dodeljen mu je prsten sa likom Joakima Vujića, nagrada koju dodeljuje Knjžavesko-srpski teatar.

## Dela
- Sebastian Tudor: Teatrul "Al. Davila" Pitești : 60 de ani de existență (1948-2008), Editura Paralela 45, Pitești, . 2008. ISBN 978-973-47-0364-7. Недостаје или је празан параметар |title= (помоћ)
- Sebastian Tudor: Istoria teatrului "Alexandru Davila" Pitești 1948-1998, Editura Paralela 45, Pitești, Tudor, Sebastian (1998). Istoria teatrului ""Alexandru Davila"" Pitesti: 1948-1998. Paralela 45. ISBN 973-9291-99-6.
- Sebastian Tudor: Teatrul ”Al. Davila” Pitești în spațiu și timp (1948-2013), S.n., 2013